# 斑鹿
斑鹿（拉科塔語：Uŋpȟáŋ Glešká，拼寫：Hupah Glešká，1826年—1890年12月29日），拉科塔蘇族米尼孔朱族酋長。他是米尼孔朱族酋長孤角的兒子，並在他父親去世後繼位成為了酋長。他是一位非常有名的酋長，同時擁有戰爭和談判的技巧。在貝內特堡的一名美國陸軍士兵對他取了一個綽號「大腳」（Si Tȟáŋka）。
1890年，斑鹿在美國南達科他州的松岭印第安保留地（Wazí Aháŋhaŋ Oyáŋke）所發生的衝突中被美國軍隊殺害，共計至少有150名部落成員在此事件中死亡，此事件被稱為傷膝河大屠殺。

## 早年
斑鹿出生於1826年左右，是米尼孔朱族酋長孤角（Heh-won-ge-chat）的兒子。他的家人屬於蘇族的拉科塔米尼孔朱族人。他有三個兄弟：羅馬鼻（Roman Nose）、青蛙（Frog）和觸雲（Touch the Clouds，Maȟpíya Ičáȟtagya），他們每個人都成為族人們的領導者。1877年，斑鹿的父親孤角於87歲時去世，隨後由他繼承酋長。

## 酋長任期

### 熟練的處事圓滑能力
作為酋長，斑鹿被認為是維持和平的偉大人物。他的政治及外交能力相當優秀，且擅長化解大型衝突，並且在其他提頓人（Teton）的中小型團體有很大的影響力。

### 坐牛和瘋馬聯盟
在1870年代，斑鹿與同父異母的兄弟坐牛（Tȟatȟáŋka Íyotake），侄子瘋馬（Tȟašúŋke Witkó）和兄弟觸雲（Maȟpíya Ičáȟtagya）結盟對抗美國陸軍。在1876至1877年的蘇族戰爭期間，斑鹿並沒有任何重大行動。然而，他所領導的拉科塔米尼孔朱族部落還是在蘇族戰爭戰敗後遭受了打擊。

### 保護區的安置
在蘇族戰爭之後，美國政府將米尼孔朱族人安置在南達科他州的夏延河印第安保護區。斑鹿鼓勵發展農業和為拉科塔兒童建立學校來適應生活。他是第一位按照美國政府標準種植玉米的美洲印第安人。斑鹿也主張對白人居民要以和平的態度相處。

## 改宗鬼舞信仰

### 新宗教運動
由於原住民保護區條件惡劣的生活條件，造成拉科塔人生存極為困難。然而，有些腐敗的印地安事務官，會欺詐並竊取拉科塔人的補助金。到1889年，他們陷入了絕望，並尋求改變現況。於是派尤特先知「伐木者」（Wovoka）發起一種新的宗教「鬼舞」，以訴求更激進地解決問題。1890年春天，斑鹿和一些拉科塔族人成為“鬼舞”儀式中最熱情的信徒之一。雖然政府的規定禁止宗教活動，但這場運動像星火燎原一般席捲各個部落，並使部落與其事務官之間的衝突增加。有些事務官成功地壓制了舞者（信徒），有些事務官則向聯邦軍提出要求恢復秩序。

### 紅雲酋長提供庇護
1890年12月20日，當坐牛在立巖蘇族印第安原住民保留區（Standing Rock Reservation）喪命後，追隨他的族人逃往他的前盟友與同父異母兄弟斑鹿的營地避難。在酋長紅雲的邀請下，由於斑鹿擔心他的族人遭到逮捕或被政府報復，於是帶領他的人民向南進入南達科他州的松嶺印第安人保留區。紅雲的目的是希望斑鹿可以協助促進部落的和平。斑鹿為了尋求安全，懸掛白旗以表示無意戰鬥。然而，他卻在前往松嶺保留區的途中感染了肺炎。

## 命喪傷膝河

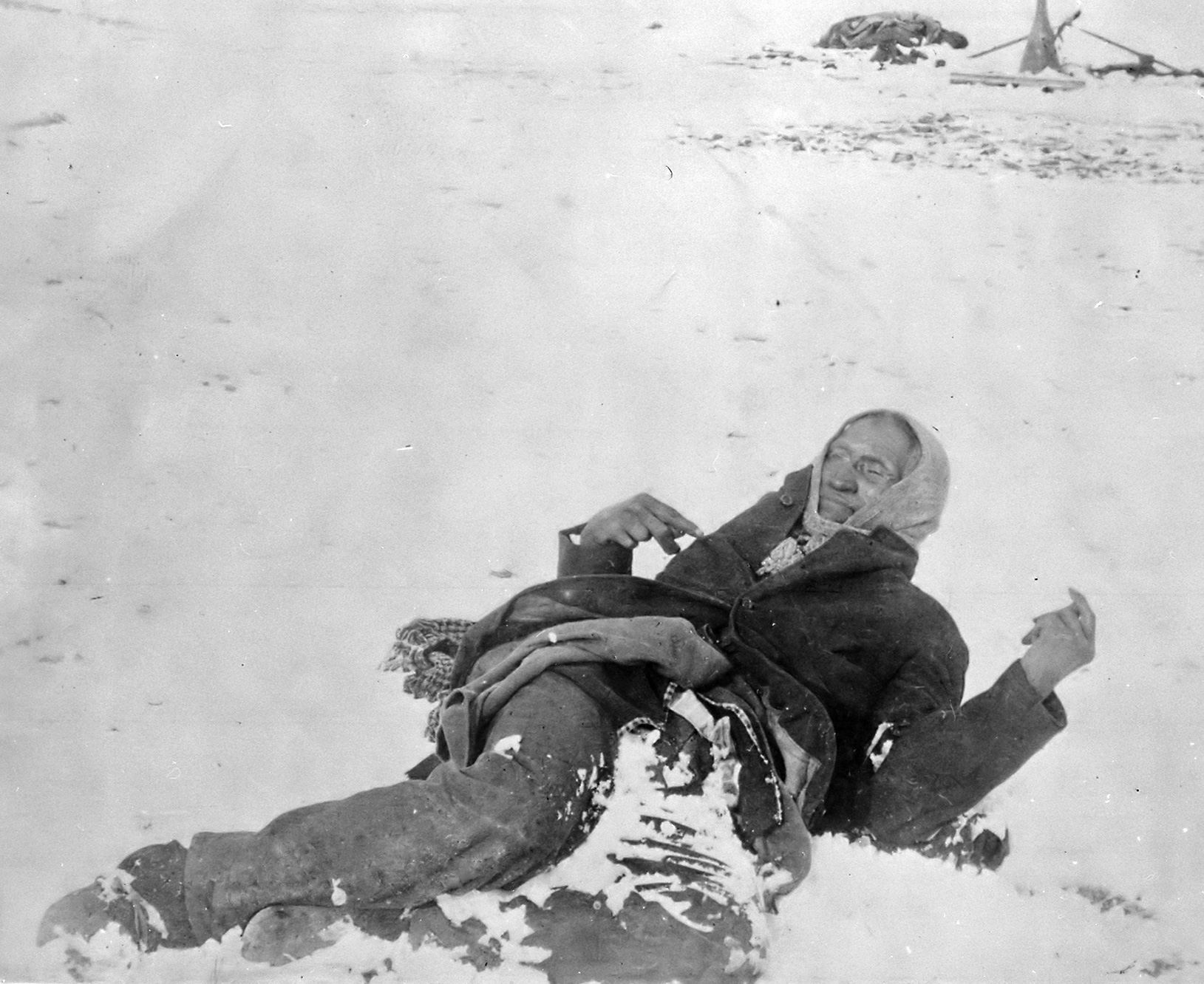
1890年，斑鹿在傷膝河大屠殺後，被發現在傷膝河上

1890年12月28日，少將薩繆爾·惠德的第7騎兵隊攔截了移動中的拉科塔族人。
斑鹿因為患有肺炎，故與他的軍隊一同和平地投降；騎兵隊員們將他們拘留，護送他們到松樹嶺傷膝溪附近的營地，於是他們便準備在那裡紮營，而當地已存在了一間商店和幾個木屋。

### 傷膝河大屠殺
傷膝河大屠殺發生的前一天晚上，詹姆斯·W·福賽斯上校抵達傷膝河，命令他的士兵在拉科塔營地的地區周圍設置四座Hotchkiss機砲。1890年12月29日早晨，福賽斯所帶領的士兵進入營地，要求拉科塔人放棄他們手上的武器。
在隨後的對峙當中，發生了意外的槍支走火。根據事件後的調查，發現可能是一個名為black coyote的族人所為；但之後發現他是個聾人，可能因沒有聽到放下步槍的命令而開槍。在隨後發生的大規模槍戰中，造成153名拉科塔族人被美國軍隊殺害；其中包括多數無法戰鬥的婦女或兒童，最終斑鹿也在這場衝突中被殺害。

## 外部連結
- U-s-history.com （页面存档备份，存于）, Lakota Chief Big Foot
- Indigenouspeople.net （页面存档备份，存于）, Lakota Chief Big Foot
- Lastoftheindependents.com, Lakota Chief Big Foot and the Ghost Dance
- 在Find a Grave上的Chief Big Foot